# Xã Tyrone, Quận Livingston, Michigan
Xã Tyrone (tiếng Anh: Tyrone Township) là một xã thuộc quận Livingston, tiểu bang Michigan, Hoa Kỳ. Năm 2010, dân số của xã này là 10.020 người.